# Launoy (Belgique)
Pour les articles homonymes, voir Launoy (homonymie).
Launoy (en wallon : Lon.nè) est un hameau de la commune belge de Paliseul situé en Région wallonne dans la province de Luxembourg.
Avant la fusion de communes de 1977, il faisait déjà partie de l’ancienne commune de Paliseul.

## Situation et description
Launoy est un hameau ardennais d'une trentaine d'habitations.
Entouré de prairies et de parcelles boisées, Launoy est une petite localité située en dehors des grands axes routiers. Six étangs sont répertoriés au sein du hameau ainsi qu'un autre groupe plus à l'ouest (étangs des Canes).
Les localités voisines sont Paliseul (au nord), Offagne (à l'est), Fays-les-Veneurs (au sud-est) et Nollevaux (au sud-ouest).
La ligne de chemin de fer 166 Dinant-Bertrix passe au nord de la localité.
On ne dénombre aucun édifice religieux dans le hameau.